# Grădina Botanică din Curitiba
Grădina Botanică din Curitiba (în portugheză Jardim Botânico de Curitiba) - cunoscut sub numele de Jardim Botânico Fanchette Rischbieter - se află în districtul Jardim Botanico în orașul Curitiba, capitala  statului Paraná, cel mai mare oraș din sudul Braziliei.
Este cea mai mare atracție turistică a orașului - în 2007 a fost locul cea mai votată locație la alegerile online pentru desemnarea celor "Șapte Minuni ale Brazilia" - cuprinde și o parte din edificiile campusului Universității Federale din Paraná. Este locul cel mai cunoscut din oraș și este simbolul neoficial din Regiunea Sud a Braziliei.
Codul de identificare internațional este CURIT.

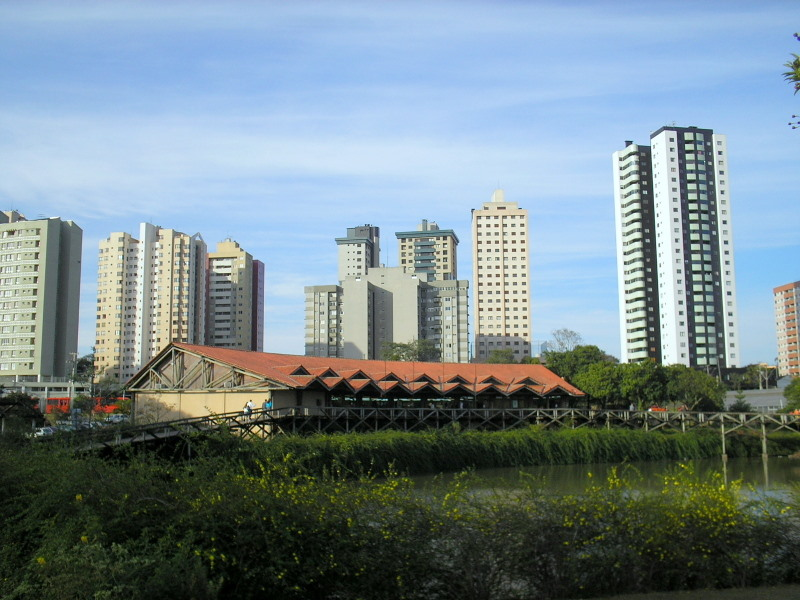
Muzeul Botanice din Curitiba.

Înaugurată în 1991, grădina botanică a fost creată în stilul grădinilor franceze. Amenajarea peisagistică a surprins exact caracterele stilurilor peisagistice franceze, inclusiv obiective specifice clasicismului francez: fântâni, cascade și lacuri. Sera grădinii are o suprafață de 458 m2. Aceasta sdăpostește diverse plante tropicale. Suprafața covoarelor florale măsoară 240000 m2.
Principala seră, construită în stilul art nouveau, cu o structură metalică modernă, seamănă cu Palatul de Cristal din Londra, construit la jumătatea Secolul al XIX-lea. Muzeul Botanicii din Curitiba cuprinde o vastă prezentare istorie a florei indigene ce atrage cercetători din întreaga lume. În spatele serei se află Muzeul lui Franz Krajcbery care are o arie de 1.320 m2 și cuprinde o serie de sculpturi, filmotecă și tablori.

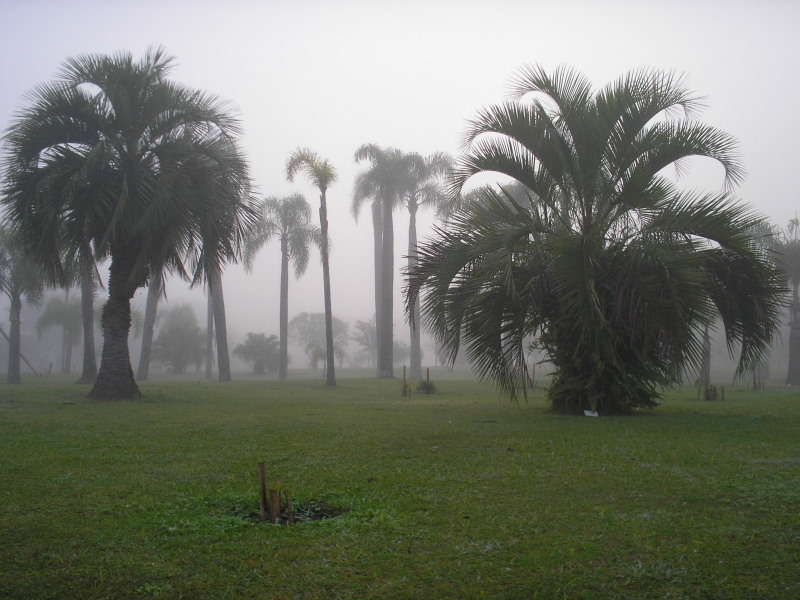
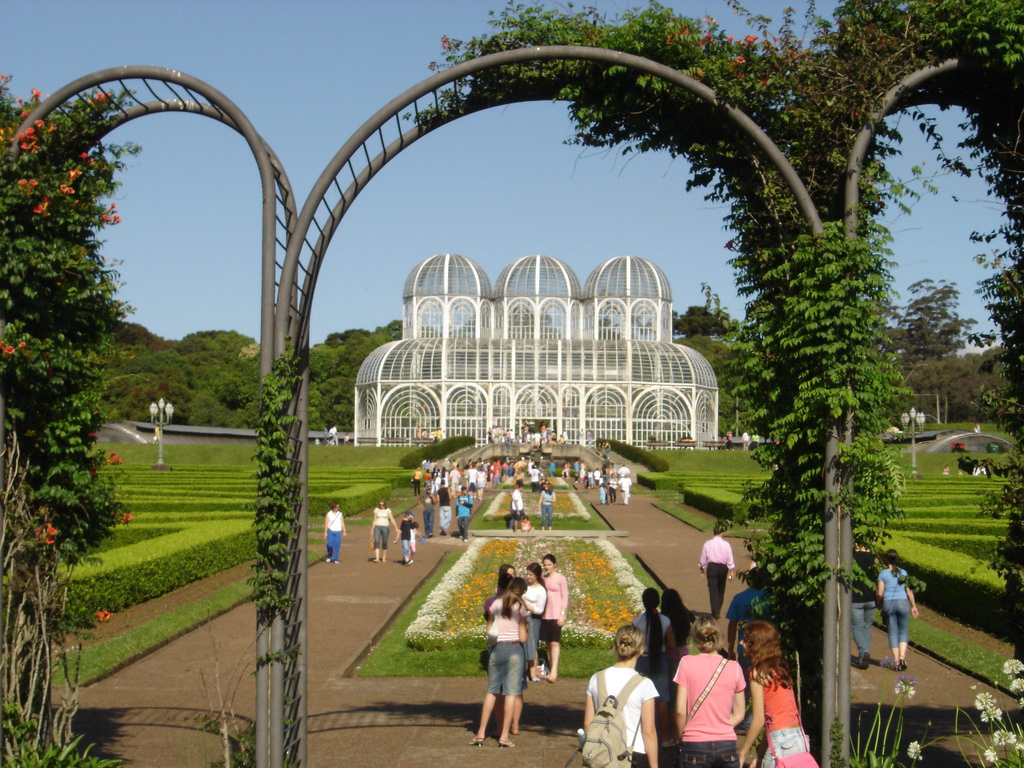
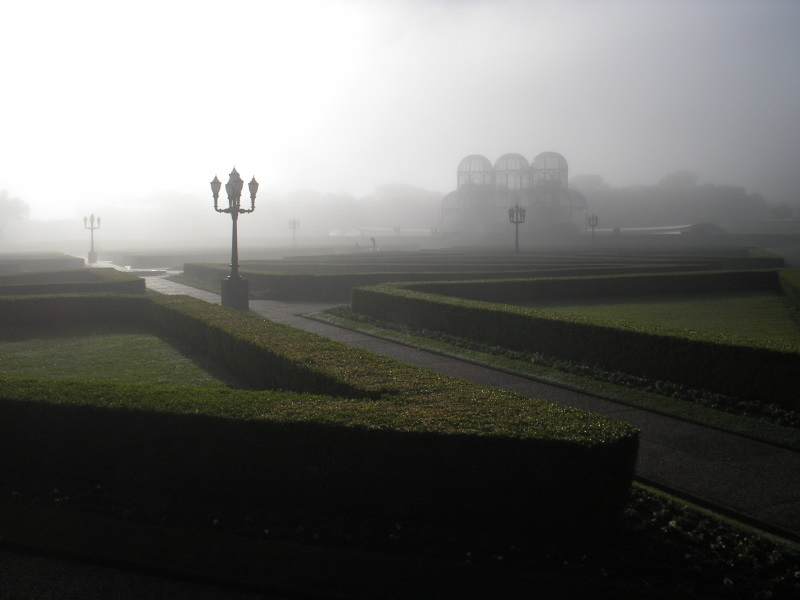
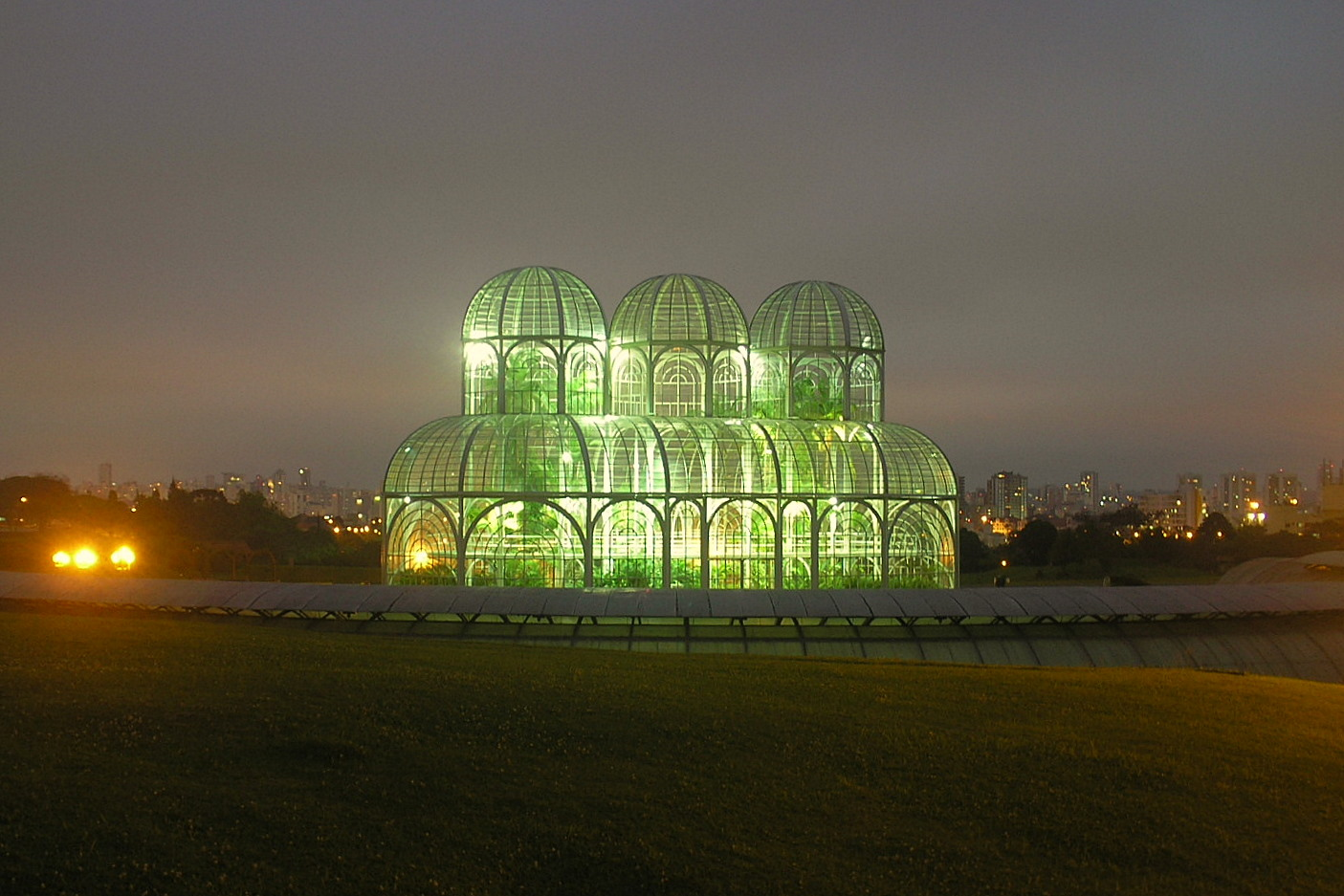
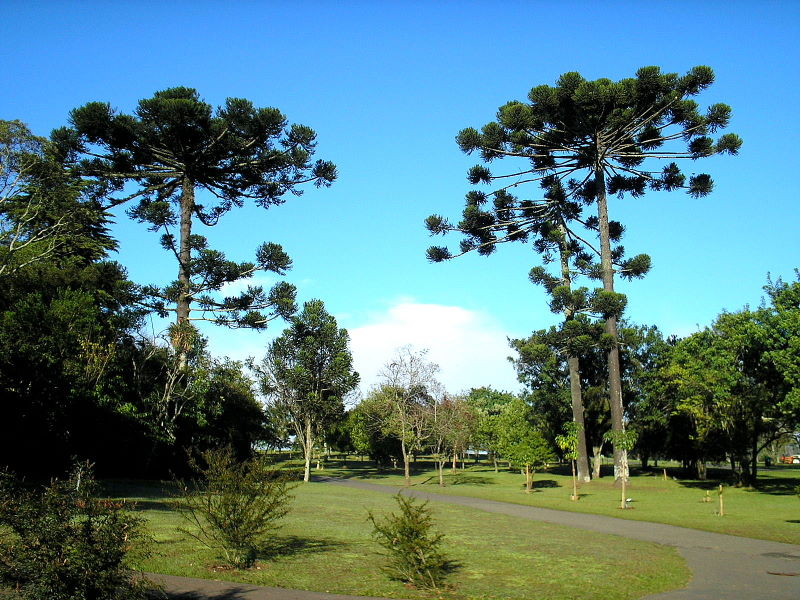
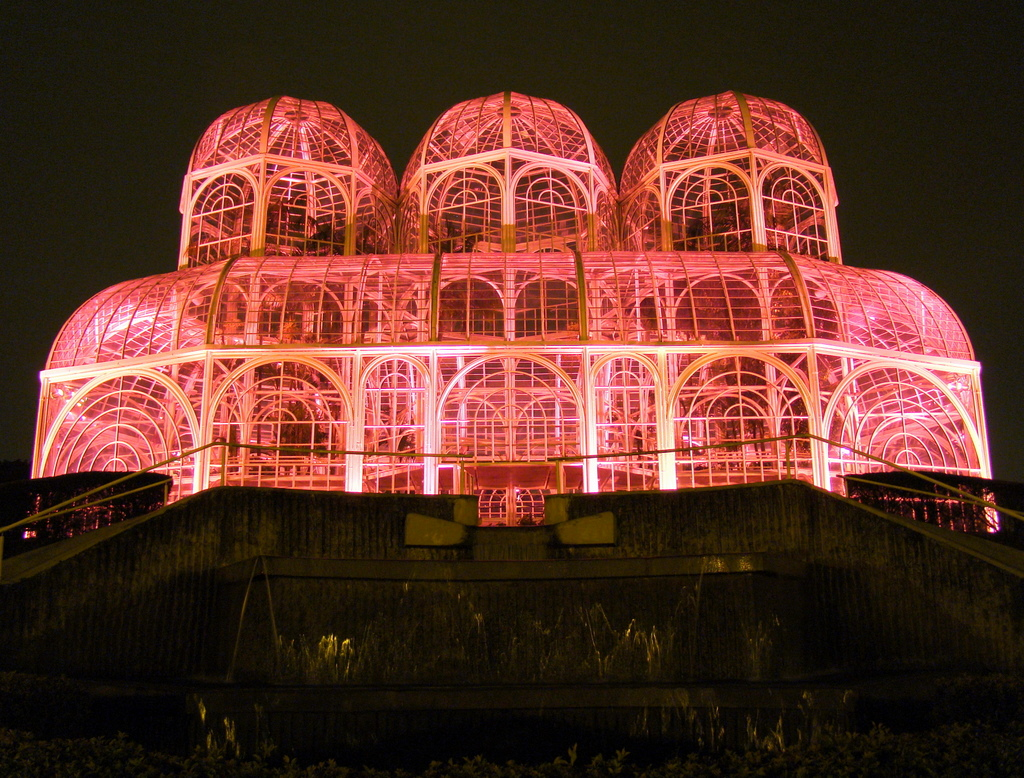
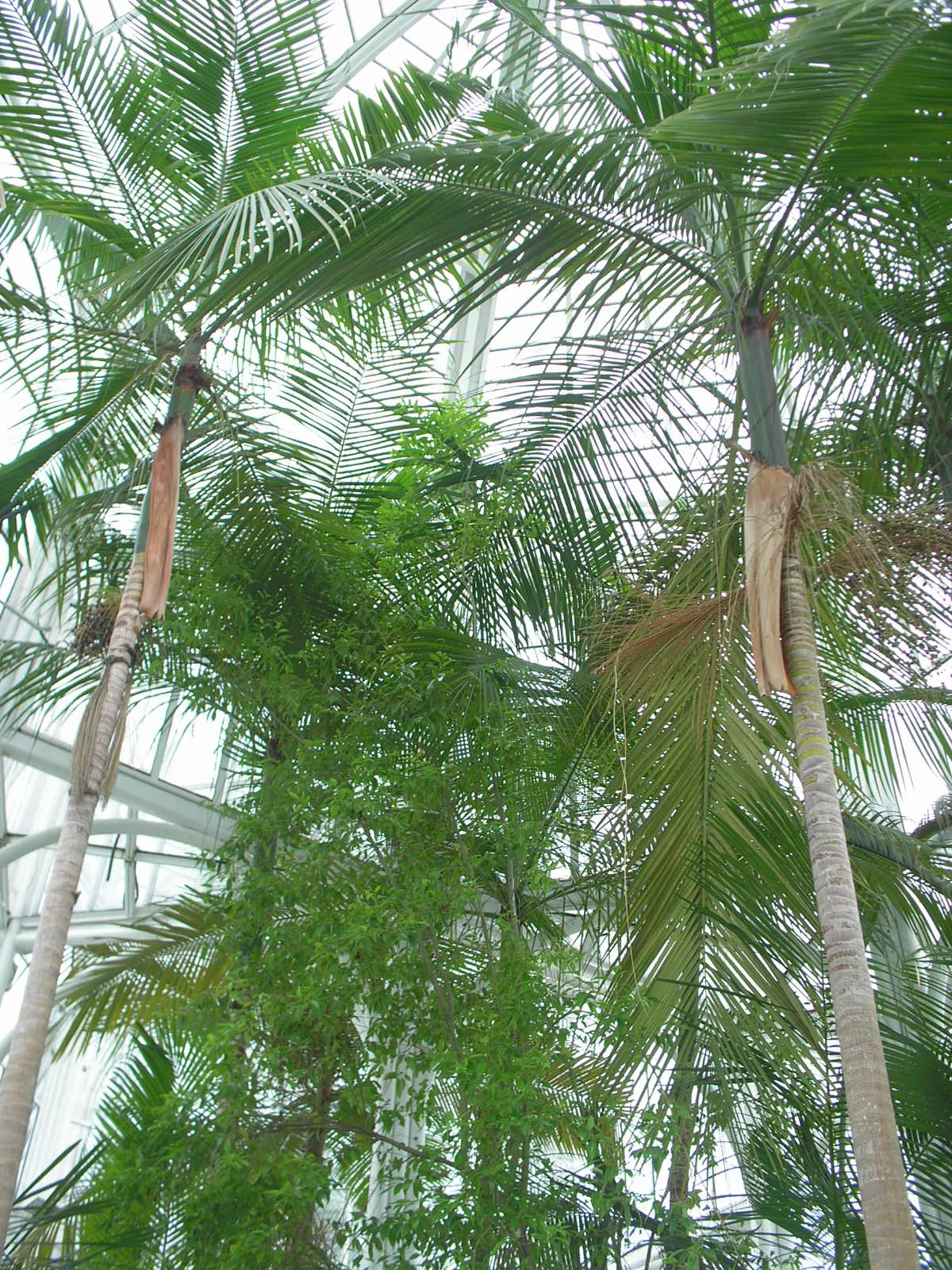
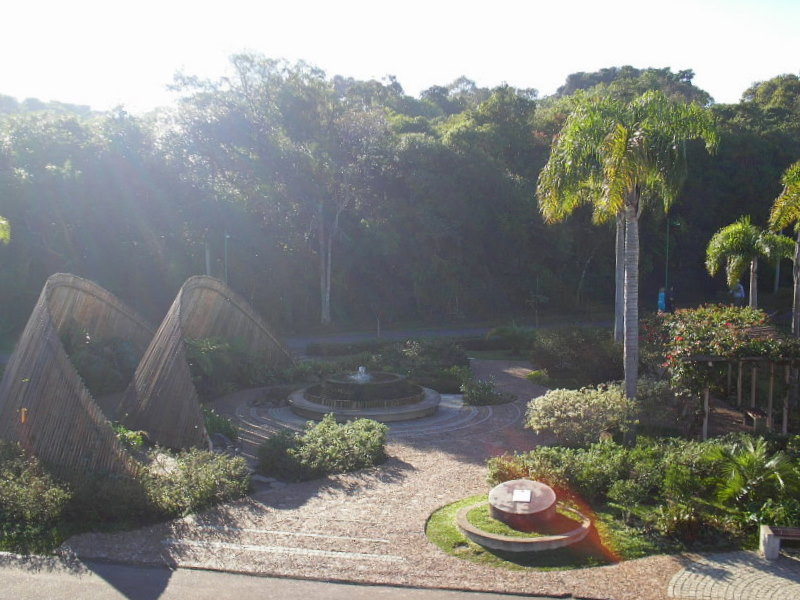
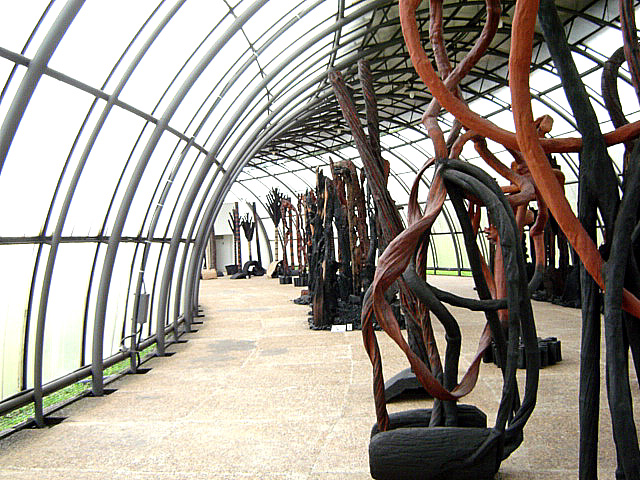